# Australiensvenskar
Australiensvenskar, eller svenskaustralier (engelska: Swedish Australians), är australier av svenskt ursprung som i de flesta fall härstammar från de stora grupper som emigrerade från Sverige till Australien under det sena 1800-talet och tidiga 1900-talet. Under folkräkningen 2006 uppgav 30 375 personer i landet att de hade svenskt ursprung. Befolkningsstatistik för samma år visade att 8 170 av Australiens invånare var födda i Sverige. Av dessa första generationens invandrare uppgav hälften att de hade svenska som språk i hemmet.

## Historia
Emigrationen till Australien nådde sin höjdpunkt under den senare delen av 1800-talet och det tidiga 1900-talet, då ca 25 000 svenskar utvandrade. Under samma period lämnade 1,3 miljoner människor Sverige under den stora emigrationen till Nordamerika, vilket har gjort att australiensvenskarnas öden  har hamnat i skymundan och till stor del förblivit okända i Sverige.

### Tidiga expeditioner

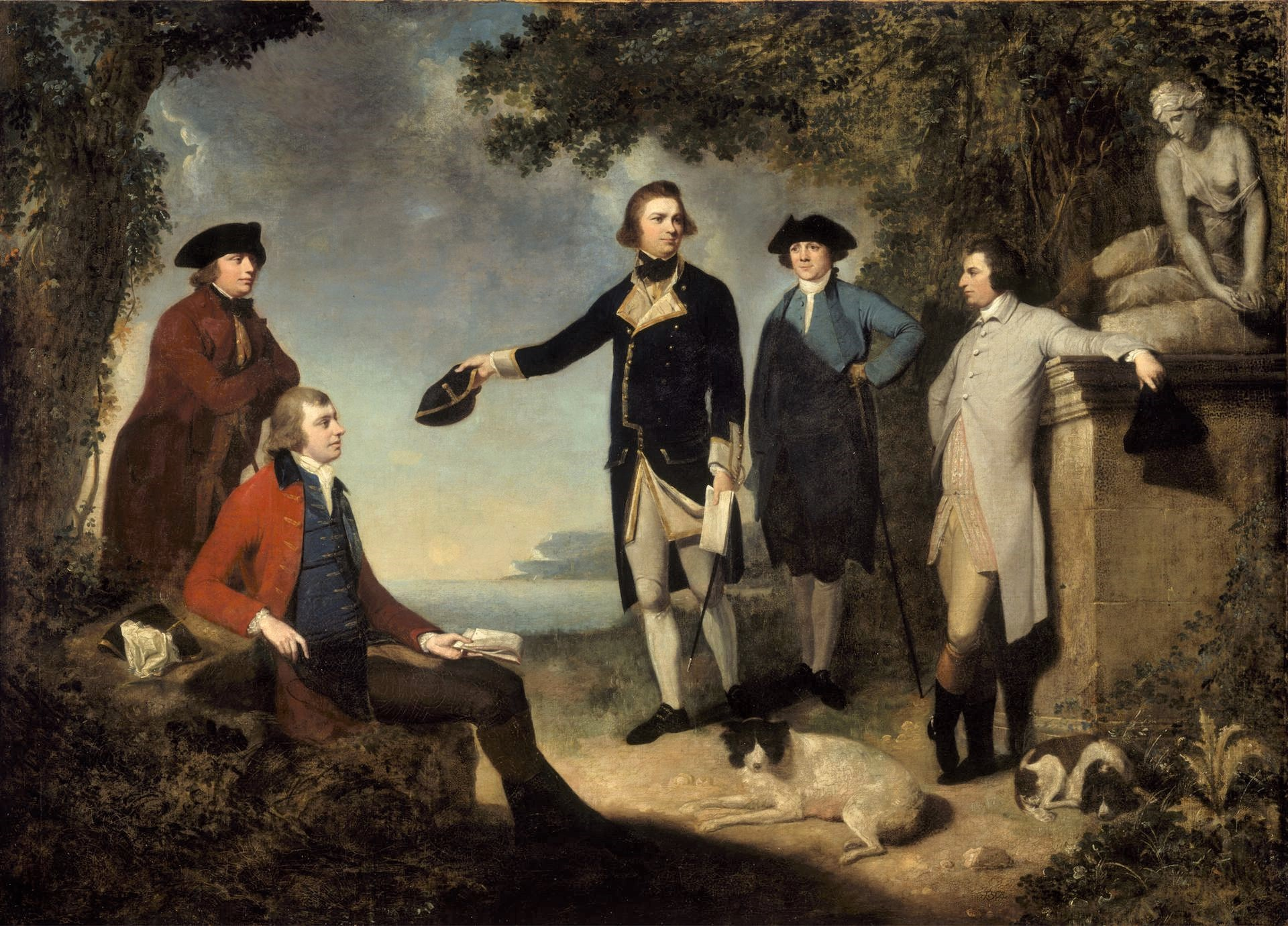
Daniel Solander, Sir Joseph Banks, kapten James Cook, John Hawkesworth och Lord Sandwich under expeditionen till Australien

En svensk kan ha varit den första europé som landsteg på vissa ställen längs den australiska kusten. Botanikern Daniel Solander, född i Piteå, och den brittiske forskaren Sir Joseph Banks dokumenterade Australiens växt- och djurliv under kapten James Cooks världsomsegling med skeppet HMB Endeavour år 1770. Vem som verkligen var först med att upptäcka den australiska kontinenten är inte känt, men expeditionen var den första då vetenskapsmän från Europa kunde kartlägga Nya Zeeland och Australien, vilka vid denna tidpunkt var mycket dåligt kända. Havsviken Botany Bay strax utanför Sydney har fått sitt namn från de botaniska fynd som Solander gjorde på platsen.
År 1786, samtidigt som britterna var i full färd med att kolonisera Botany Bay, godkände den svenska regeringen under Gustav III ett förslag från den nederländske handelsresanden William Bolts om att sätta upp en svensk koloni i dåvarande Nuyts Land på Australiens sydvästkust. Bolts hade varit verksam inom det Brittiska ostindiska kompaniet och kommit i onåd med sin förre arbetsgivare, varför han nu ville skapa en konkurrent till kompaniet genom att förmå Sverige att kolonisera västra Australien. På hösten 1786 slöt svenska kronan ett avtal med William Bolts, där han förband sig att för Sveriges räkning ta det utlovade territoriet i besittning. Två år senare bröt det svensk-ryska kriget ut och planerna på en svensk koloni fick läggas på is. Den svenska regeringen betalade 250 pund till Bolts som kompensation för besväret.

### Utvandringsåren
Under 1800-talet började delar av den svenska handelsflottan att regelbundet segla till Australien och de första utvandrarna tog sig till landet genom att följa med i fartygens lastutrymmen. Den tidigaste kända emigrationen ägde rum 1831, när en liten grupp svenskar bosatte sig i Swan River-området i Western Australia. År 1841 emigrerade en grupp hantverkare från Stockholm till Sydney, men utvandringen gick långsamt och ännu år 1850 bodde det bara ett tiotal svenskar i Australien.

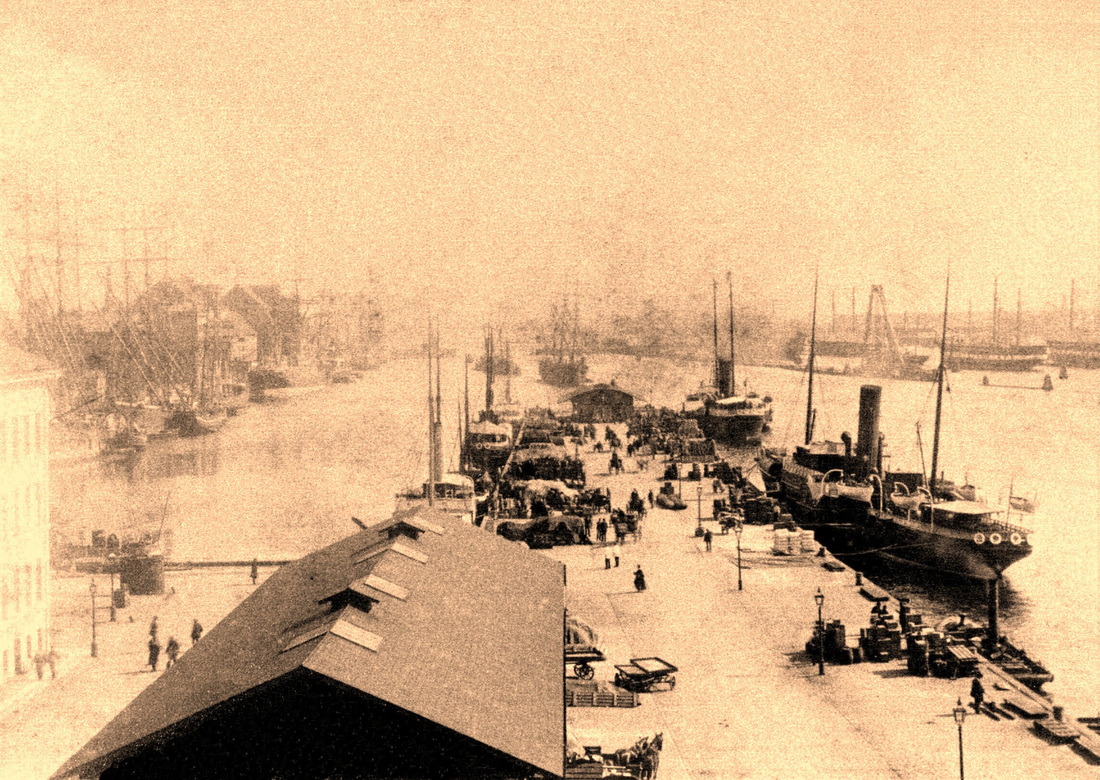
Vid Kvæsthusbroen i Köpenhamn påbörjade runt 60 procent av de skandinaviska australienfararna sin resa. Fotografiet är taget av dansken Jens Hansen Lundager, kort tid innan hans egen utvandring till Queensland år 1878.

År 1851 utbröt en guldrusch i Victoria och New South Wales, vilket lockade ett större antal svenskar. Emigranterna kom dock inte bara att arbeta på guldfälten i Ballarat, Bendigo och McIvor (idag Heathcote) utan blev också jordbrukare, fåraherdar och företagare. När ångmaskinen slog igenom på 1860-talet och en effektivare persontrafik etablerades på världshaven ökade antalet svenska utvandrare ytterligare.  Många av dem var sjömän som rymde från svenska fartyg för att istället söka jobb inom gruvindustrin. Professor John Martin har undersökt förteckningar över skeppsrymlingar i Melbournes hamn och funnit att 2 194 svenska sjömän noterades som rymlingar mellan 1882 och 1920. År 1871 fanns det sammanlagt 885 svenskar i Victoria.
Den första organiserade invandringen till Australien ägde rum mellan 1871 och 1900, då Queensland och Tasmanien arrenderade ut land till immigranter. Queenslands regering organiserade i olika omgångar program med fria resor för migranter (s.k. "assisted passage") vilket lockade svenska familjer från 1870-talet och framåt. Svensk australienutvandring förblev dock blygsam i jämförelse med den massmigration som pågick till Nordamerika under samma period, då hundratusentals svenskar reste över Atlanten. Under perioden 1878 till 1900 noterades att 2 102 svenskar utvandrat till Australien. Ulf Beijbom bedömer dock i boken Australienfararna (1983) att endast en mindre del kom med i statistiken, och att de verkliga talen var fyra gånger högre.
År 1901 fanns det uppskattningsvis 6 000 svenskar i Australien, av vilka många var verksamma i framgångsrika företag. När ett svenskt rederi med regelbunden persontrafik startades 1907 utvecklades handeln ytterligare mellan Australien och Sverige, vilket ledde till inrättandet av Svenska Handelskammaren i Sydney 1911. Det australiska samhället påverkades positivt av invandringen från Europa, men ett folkligt missnöje med den omfattande asiatiska invandringen hade vuxit sig starkt alltsedan 1850-talet. År 1901 skärpte Queenslands regering därför kraftigt reglerna för den utomeuropeiska invandringen och avskaffade samtidigt systemet med fria resor. Samtidigt arbetade den svenska regeringen på att begränsa utvandringen och 1907 tillsattes emigrationsutredningen som föreslog långtgående sociala och ekonomiska reformer för att få flykten från Sverige att upphöra. Bara ett år efter att kommissionen publicerat sitt slutbetänkande bröt första världskriget ut och stoppade effektivt nästan all utvandring från Sverige.

### 1900-talet
Antalet svenskar i Australien började minska under mitten av 1920-talet och hade sjunkit till 2 200 personer 1954. Förutom 1850-talets guldrush och det sena 1800-talets organiserade invandring till Queensland och Tasmanien utgjorde även perioden efter andra världskriget en tid av ökande svensk invandring. Uppgången berodde på att Australien efter krigsslutet återupptog programmet med fria resor genom att införa regelverket General Assisted Passage Scheme, som erbjöd en rad förmåner till invandrare inte bara från Storbritannien utan också från Sverige och övriga skandinaviska länder. Tillsammans med 1901 års invandringslag utgjorde denna reform en del av White Australia-doktrinen, vars syfte var att utveckla och bevara ett vitt Australien. Till skillnad från 1800-talets program för fria resor ställde de nya reglerna vissa krav på invandrarnas hälsa och ålder. Vissa ålderskrav ställdes också, där ensamstående män skulle vara 18-45 år, ensamstående kvinnor 18-35 år och gifta par under 50 år för att få invandra. Dessutom krävdes att invandrarna undertecknade ett avtal där de förband sig gå gratis kurser i engelska samt att betala ett vite till den australiska staten om de inte stannade i landet i minst två år. För att få invandra krävdes utöver detta ett visst eget ekonomiskt kapital.
År 1966 utökades det nya invandringsprogrammet ytterligare, i och med införandet av Special Passage Assistance Programme (SPAP), som gav ytterligare förmåner till nordvästeuropéer som valde att flytta till Australien. Lagändringen genomfördes på grund av fallande migrationstal under början av 1960-talet, när ekonomin gick allt bättre i Europa. I Skandinavien inträffade dock en lågkonjunktur strax efter att reglerna infördes, och en ny våg av svenskar flyttade därför till Australien vid 1960-talets slut. Åren 1972 och 1973 reste fyra grupper av 600 skandinaver, i huvudsak svenskar, till Australien inom ramen för SPAP-programmet. Denna svenska invandringsvåg blev den sista under 1900-talet, och år 1973 avskaffades White Australia-doktrinen helt.
Det förhållandet att endast en fjärdedel av Australiens svenskar före 1931 var kvinnor medförde att invandrargruppen snabbt assimilerades genom blandäktenskap. Några egentliga svenskbygder kan man inte tala om, men i Melbourne, Sydney, Adelaide och Brisbane fanns svenska populationer med varierad etnisk verksamhet. Svenska kyrkan i Melbourne, som fortfarande existerar, har anor från den 1883 grundade skandinaviska församlingen. Tack vare skandinavisk samverkan kunde tidningen Norden utkomma 1896-1940.
New South Wales hade alltjämt den största svenska befolkningen, följt av Victoria och Queensland. Under 1980- och 1990-talen bosatte sig emellertid majoriteten av de svenskar som anlände till Australien i Sydneys och Melbournes förorter.
Vid den australiska folkräkningen 2001 fanns 6 900 invånare som var födda i Sverige. På grund av en mycket hög invandring från tredje världen utgjorde dock svenskarna vid samma tid bara 0,2 procent av Australiens totala utlandsfödda befolkning.

## Kända australiensvenskar
- Pehr Edman, biokemist och läkare
- Carl "Sixten" Nyman, gatukonstnär

### Australiensvenska adelsätter
- Anrep
- von Heland
- von Plomgren
- af Sandeberg
- Cronstedt[11]

## Australiensvenskar födda i Sverige
I Australiens senaste nationella folkräkningsenkät från 2006 svarade 7 500 personer att de var födda i Sverige. Totalt bor det dock 8 170 personer svenskfödda personer i Australien enligt landets statistikmyndighet. Att siffrorna skiljer sig åt beror på att folkräkningsenkäten delvis är frivillig, medan den officiella statistiken utgår från faktiska beviljade uppehållstillstånd. Enligt folkräkningen har antalet svenskfödda invånare ökat med 8,6 procent jämfört med 2001 års enkät. Fördelningen per stat och territorium visar att New South Wales har det största antalet invånare födda i Sverige (2 560) följt av Queensland (1 830), Victoria (1 550) och Western Australia (790).

### Demografi
Medelåldern bland de svenskfödda var år 2006 40,3 år, jämfört med 46,8 år för alla utlandsfödda och 37,1 år för hela Australiens befolkning. Åldersfördelningen visade att 7,6 procent av de svenskfödda var 0–14 år, 11,5 procent var 15–24 år, 41,7 procent var 25–44 år, 28,2 procent var 45–64 år och 10,9 procent var 65 år eller äldre. Av de som var födda i Sverige var 3 540 män (47,2 procent) och 3 960 kvinnor (52,8 procent). Könsfördelningen var således 89,3 män per 100 kvinnor, vilket är betydligt jämnare än under den historiska invandringen från Sverige.
År 2006 uppgav 57,3 procent av de svenskfödda invånarna att de hade australiskt medborgarskap. Den uppskattade andelen för samtliga utlandsfödda var vid samma tidpunkt 75,6 procent. I siffran ingår justering för personer som inte uppfyller bosättningskravet på medborgarskap, tillfälliga boende i Australien och underrepresentation i folkräkningen.

### Språk, religion och kultur
De mest framträdande språket som talas i hemmet är svenska (49,9 procent), tätt följt av engelska (43,6 procent). Av de 4 190 personer som talade ett annat språk än engelska i hemmet uppgav 97,5 procent att de talade engelska "mycket bra" eller "bra" och 1,6 procent uppgav att de talade engelska "dåligt" eller "inte alls".
Under 2006 års folkräkning uppgav den största gruppen svenskar, 2 460 personer, att de inte tillhörde någon religion överhuvudtaget, medan 2 360 uppgav sig vara protestanter. De som uppgav sig sakna religionstillhörighet utgjorde 32,8 procent, vilket är betydligt högre än inom den totala australiska befolkningen där endast 18,7 procent uppger sig sakna religion.
Majoriteten av de som är födda i Sverige (6 200 personer) uppgav 2006 att de hade svenskt ursprung. 440 personer uppgav australiskt ursprung och 320 uppgav finländskt ursprung. Totalt rapporterade Australiens invånare över 250 olika etniciteter i 2006 års folkräkning och av dessa utgjorde de som rapporterade svenskt ursprung 0,1 procent.

### Social status
Bland svenskfödda personer i åldern 15 år och äldre, hade 67,8 procent ett arbete. Den relativa arbetslösheten i gruppen var 5,1 procent. Motsvarande för den totala befolkningen i Australien var 64,6 respektive 5,2 procent.
Av 4 400 svenskfödda som arbetade, var 39,7 procent sysselsatta med arbete på kvalifikationsnivå 1, som är den mest högkvalificerade arbetskraften i Australien. 10,9 procent var sysselsatta på kvalifikationsnivå 2 och 12,2 procent på kvalifikationsnivå 3. Motsvarande siffror den totala australiska befolkningen var 28,7, 10,7 respektive 15,1 procent.
Vid tidpunkten för 2006 års folkräkning var den genomsnittliga veckoinkomsten för invandrare från Sverige i åldern 15 år och uppåt 543 AUD, jämfört med 431 AUD för alla utlandsfödda och 488 AUD för inrikes födda. Den totala australiska befolkningen hade en genomsnittlig veckolön på 466 AUD.
På frågan om utbildningsnivå svarade 64,8 procent av de svenskfödda i åldern 15 år och uppåt att de hade någon form av högre utbildning, jämfört med 52,5 procent av Australiens hela befolkning. Bland de svenskfödda hade 39,2 procent examen på nivån Diploma (ungefär: kandidatexamen) eller högre och 16,2 procent hade examen på nivån Certificate (avklarad tvåårig högskoleutbildning). Av de 2 380 svenskfödda som saknade akademiska meriter var 29,4 procent fortfarande inskrivna vid något lärosäte.